# Colonia Felipe Ángeles
Colonia Felipe Ángeles är en ort i Mexiko.   Den ligger i kommunen Santiago Tulantepec de Lugo Guerrero och delstaten Hidalgo, i den sydöstra delen av landet, 100 km nordost om huvudstaden Mexico City. Colonia Felipe Ángeles ligger 2 258 meter över havet och antalet invånare är 2 045.
Terrängen runt Colonia Felipe Ángeles är kuperad åt sydväst, men åt nordost är den platt. Runt Colonia Felipe Ángeles är det tätbefolkat, med 476 invånare per kvadratkilometer. Närmaste större samhälle är Tulancingo, 6,7 km nordost om Colonia Felipe Ángeles. Omgivningarna runt Colonia Felipe Ángeles är en mosaik av jordbruksmark och naturlig växtlighet.